# Edwin Yamauchi
Edwin Masao Yamauchi (Hilo (Hawaii), 1º febbraio 1937) è uno storico e biblista giapponese naturalizzato statunitense.

## Biografia
Yamauchi ha iniziato a studiare lingue all'Università delle Hawaii ma poi si è trasferito nel New Jersey per studiare lingue bibliche allo Shelton College, dove ha conseguito il bachelor of arts nel 1960. Ha proseguito i suoi studi alla Brandeis University, dove ha conseguito il master of arts in studi biblici nel 1962 e il Ph.D in filosofia nel 1964. Dopo aver lavorato come professore assistente alla Rutgers University, nel 1969 è entrato alla Miami University come professore associato, diventando professore ordinario nel 1973. Nel 2005 si è ritirato dall'insegnamento, diventando professore emerito.
Nella sua attività accademica, Yamauchi si è dedicato a studi sulla storia antica, l'archeologia biblica, l'Antico Testamento, il Nuovo Testamento, il cristianesimo delle origini e lo gnosticismo, pubblicando articoli su riviste specializzate. Come autore e curatore editoriale ha pubblicato numerosi libri, tradotti in diverse lingue.
Cristiano di orientamento evangelico, Yamauchi è stato attivo anche nel campo dell'apologetica cristiana, scrivendo articoli divulgativi su riviste come Christianity Today e partecipando a documentari televisivi sulla vita di Gesù.

## Libri principali

### Come autore
- Composition and Corroboration in Classical and Biblical Studies, Philadelphia: Presbyterian and Reformed Publishing, 1966
- Greece and Babylon, Grand Rapids: Baker, 1967
- Mandaic Incantation Texts, New Haven: American Oriental Society, 1967
- Gnostic Ethics and Mandaean Origins, Cambridge, MA: Harvard University Press, 1970
- The Stones and The Scriptures, Philadelphia: J. B. Lippincott, 1972
- Pre-Christian Gnosticism:A Survey of the Proposed Evidences, Grand Rapids: William B. Eerdmans, 1973
- Archaeology and the Bible, Grand Rapids: Zondervan, 1979
- Con Donald J. Wiseman, The Archaeology of New Testament Cities in Western Asia Minor, Grand Rapids: Baker, 1980
- Harper's World of the New Testament, San Francisco: Harper & Row, 1981
- Foes From The Northern Frontier, Grand Rapids: Baker, 1982
- Persia and the Bible, Grand Rapids: Baker, 1990
- Con Robert G. Clouse and Richard V. Pierard , Two Kingdoms: The Church and Culture Through the Ages Chicago: Moody Press, 1993
- Con Robert G. Clouse and Richard V. Pierard , The Story of the Church, Chicago: Moody Press, 2002
- Africa and the Bible, Grand Rapids: Baker, 2004

### Come curatore editoriale
- Africa and Africans in Antiquity, East Lansing: Michigan State University Press, 2001
- Con Jerry Vardaman, Chronos, Kairos, Christos: Nativity and Chronological Studies Presented to Jack Finegan, Winona Lake: Eisenbruans, 1989
- Con Alfred J. Hoerth & Gerald L. Mattingly, Peoples of the Old Testament World, Grand Rapids: Baker, 1994

### Capitoli di libri
- "Jewish Gnosticism? The Prologue of John, Mandaean Parallels and the Trimorphic Protennoia," in Studies in Gnosticism and Hellenistic Religions, a cura di Roel van den Broek & M. J. Vermaseren, Leiden: E. J. Brill, 1981, p. 467–497.
- "Magic or Miracle? Diseases, Demons and Exorcisms," in Gospel Perspectives Vol. 6: The Miracles of Jesus, a cura di David Wenham & Craig Blomberg, Sheffield: JSOT Press, 1986, p. 89–183.